# Macht (meetkunde)

fig. 1. Er geldt:

De macht van een punt {\displaystyle P} ten opzichte van een cirkel met middelpunt {\displaystyle O} en straal {\displaystyle r} is gedefinieerd als
{\displaystyle p_{P}=PO^{2}-r^{2}}
Het begrip werd in 1826 ingevoerd door Jakob Steiner als maat voor hoe ver een punt zich binnen of buiten een cirkel bevindt.
Punten in het inwendige van een cirkel hebben een negatieve macht, in het uitwendige een positieve macht, en voor punten op de cirkel is de macht gelijk aan nul. De kleinste waarde van de macht van een punt is de macht van het middelpunt:
{\displaystyle p_{O}=-r^{2}}
De macht van een uitwendig punt {\displaystyle P} is gelijk aan het kwadraat van de lengte van het raaklijnstuk {\displaystyle PT} vanuit {\displaystyle P} aan de cirkel (volgens de stelling van Pythagoras); zie figuur 1:
{\displaystyle PT^{2}=PO^{2}-r^{2}=p_{P}}
De meetkundige plaats van de punten met een gegeven macht ten opzichte van een vaste cirkel {\displaystyle C} is een cirkel die concentrisch is met {\displaystyle C}.

## Eigenschap

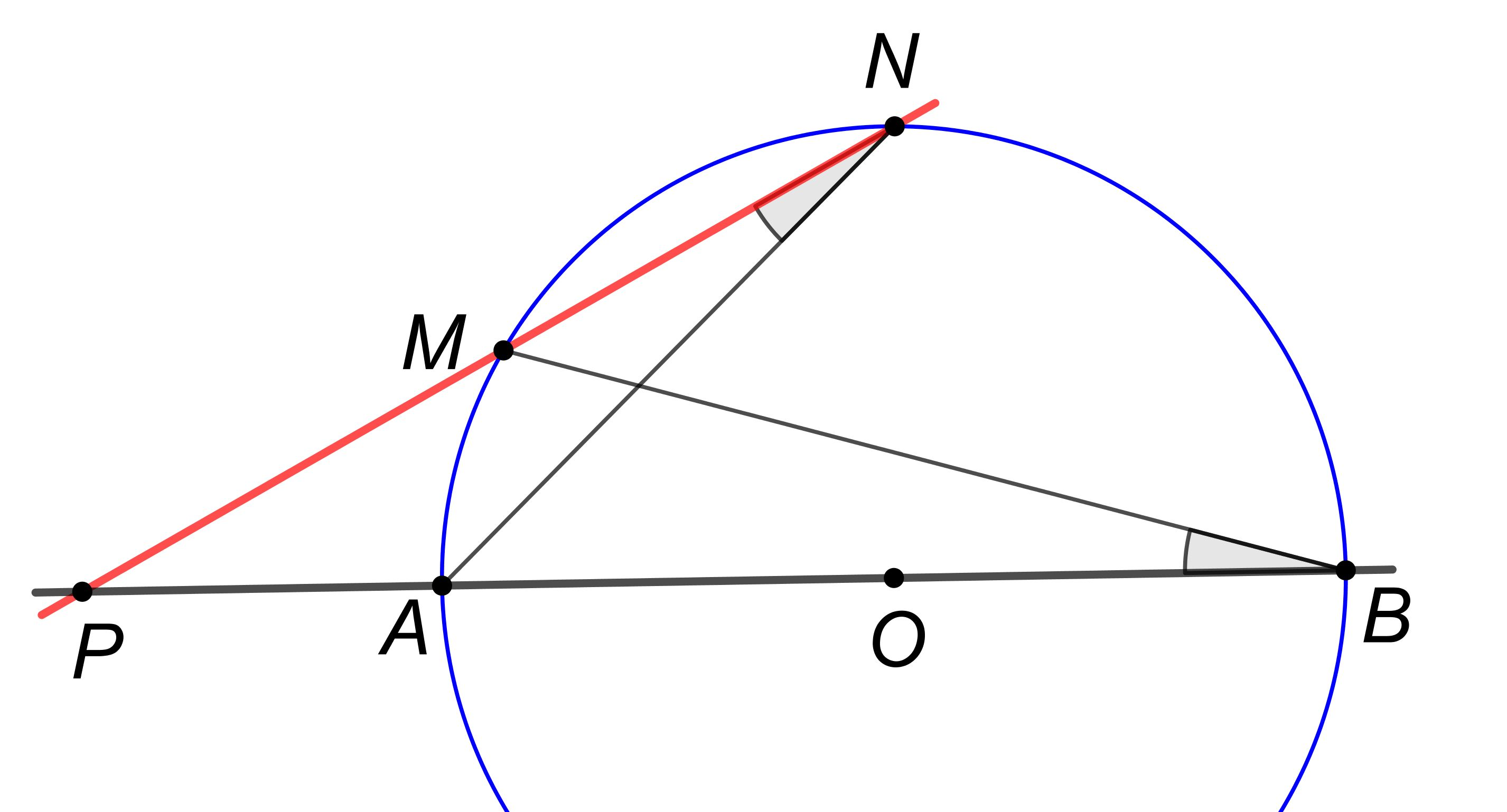
fig. 2.

Voor een lijn door het punt {\displaystyle P} die een cirkel snijdt in de punten {\displaystyle M} en {\displaystyle N}, geldt:
{\displaystyle p_{P}=PM\cdot PN}
waarbij {\displaystyle PM} en {\displaystyle PN} tegengesteld van teken worden geacht als ze tegengesteld gericht zijn (dit is het geval als {\displaystyle P} binnen de cirkel ligt).

### Bewijs
Veronderstel dat {\displaystyle P} buiten de cirkel ligt.
Voor het bijzondere geval dat de lijn door {\displaystyle O} gaat, geldt:
{\displaystyle PA\cdot PB=(PO-r)(PO+r)=PO^{2}-r^{2}=p_{P}}
En dit komt overeen met het gestelde.
Voor het algemene geval is de lijn {\displaystyle PO} een hulplijn bij een (willekeurige) lijn door {\displaystyle P} die de cirkel snijdt in de punten {\displaystyle M,\,N}. Dan is, en zie figuur 2:
{\displaystyle \angle ABM=\angle MNA}
omdat dit omtrekshoeken zijn op dezelfde boog. Dus zijn de driehoeken {\displaystyle PNA} en {\displaystyle PBM} gelijkvormig, zodat
{\displaystyle {\frac {PA}{PN}}={\frac {PM}{PB}}}
en bijgevolg
{\displaystyle PA\cdot PB=PM\cdot PN=p_{P}}
Het geval dat {\displaystyle P} in het inwendige van de cirkel ligt, kan op analoge manier worden bewezen.

## Macht van een punt ten opzichte van een cirkel met gegeven vergelijking
De macht van het punt {\displaystyle A=(x_{0},y_{0})} ten opzichte van een cirkel met vergelijking
{\displaystyle (x-a)^{2}+(y-b)^{2}=r^{2}}
is
{\displaystyle p_{A}=(x_{0}-a)^{2}+(y_{0}-b)^{2}-r^{2}}